# 尤利安·舒斯特
朱利安·舒斯特（德語：Julian Schuster，1995年2月8日—）是德國的一位足球運動員，在場上司職中場 。他現在效力於德國足球甲級聯賽球隊弗賴堡足球俱樂部。